# Arroz con leche
El arroz con leche es un postre típico de la gastronomía de múltiples países,elaborado a partir de la cocción lenta de arroz, leche y azúcar. Se sirve frío o caliente y se le suele espolvorear canela, vainilla o cáscara de limón por encima para aromatizarlo y brindarle matices adicionales en su sabor.
El arroz con leche tiene orígenes muy antiguos en Asia y luego se difundió a través de Europa y África. A partir del siglo XV y XVI tras la colonización se exportó a América debido al comercio y población europea que emigraba al territorio americano; volviéndose popular en este continente.

## Preparación
Debido a que se prepara en muchas partes del mundo, existen muchas maneras de prepararlo y las recetas pueden variar de país a país, pero elementalmente se cuece a fuego lento mezclando el arroz con la leche y azúcar. Se pueden sumar condimentos, saborizantes, endulzantes y espesantes.
En las recetas del mundo pueden hallarse los siguientes ingredientes:
- arroz: arroz blanco —en sus variedades de grano corto, largo, basmati y jazmín— arroz integral o arroz negro.
- leche: leche entera, leche deslactosada, leche de coco, crema o leche evaporada.
- condimentos: canela, vainilla,[2] cardamomo, nuez moscada, jengibre y otros.
- saborizantes y coberturas: es común aromatizarlo con cáscara de limón[3], de naranja, agua de rosas, pistaches, almendras y nueces, pasas de ciruela o de uva, vino de Oporto.
- endulzantes: azúcar, azúcar moreno, miel, leche condensada, frutas y jarabes.

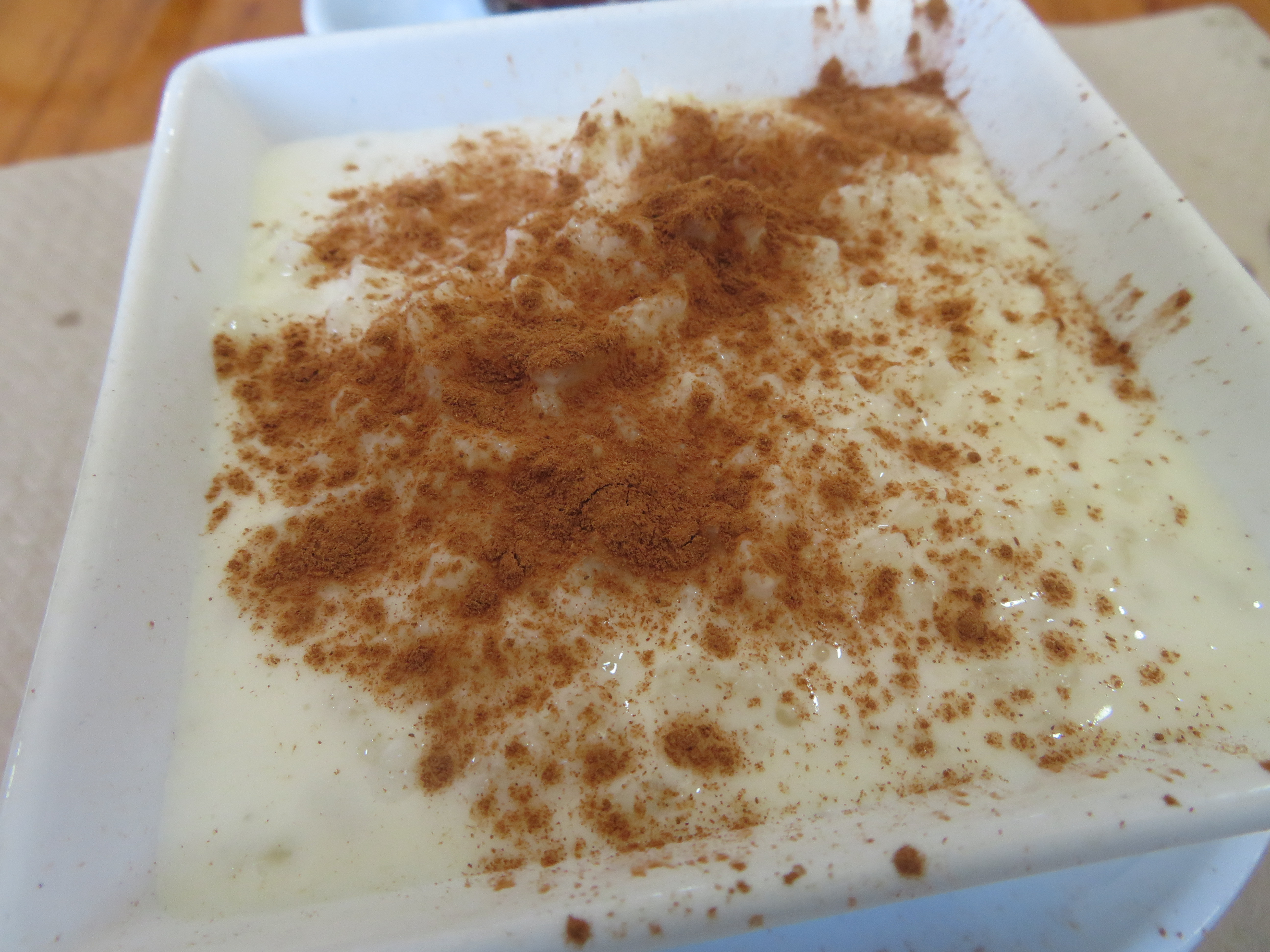
Arroz con leche espolvoreado con canela molida.

- espesantes: huevo, harina, nata.

### Formas de servir
Se puede consumir frío o tibio. A veces se espolvorea canela o se cubre con leche condensada, aunque en Asturias (región de España donde este postre tiene un particular arraigo) es habitual servirlo con azúcar quemada con un hierro candente, de modo que la superficie queda caramelizada y crujiente (conocido como requemado). En países como Argentina y Uruguay se acompaña también con dulce de leche o canela.
En Perú es costumbre combinar el arroz con leche con mazamorra morada, llamándose clásico (por el tradicional clásico futbolístico limeño) o combinado cuando va servido mitad y mitad, o bandera peruana cuando el arroz con leche va entre dos tantos de mazamorra morada.
En Finlandia, conocido como Joulupuuro, es uno de los platos tradicionales de su gastronomía navideña, sirviéndose como desayuno del día de Nochebuena. Cuando se prepara, se introduce una única almendra a la mezcla, creyendo que al comensal que le toque tendrá suerte en el nuevo año.

## Variedades
Existe una variedad de arroz con leche llamada «arroz emperatriz» en la que se le añaden yemas de huevo.[cita requerida] Debido a la herencia española, es tradicional en algunos países hispanoamericanos.[cita requerida]
En Puerto Rico, se prepara típicamente con leche, mantequilla, pasas, arroz de grano chico, crema de coco, azúcar y una variedad de especias (anís, jengibre, nuez molida, canela y vainilla).
En la República Dominicana, se prepara con leche, canela, pasas, azúcar y nuez molida. Otras especias podrían  incluir clavo de olor, vainilla, anís y jugo de limón.
En Costa Rica, El Salvador y Nicaragua, las especias pueden incluir semillas de anís y pasas.
En Bolivia, Chile, Cuba, Panamá, Paraguay, Uruguay y Venezuela, suele prepararse con canela y algún dulce de leche.
En Argentina, se prepara con dulce de leche, nuez molida y canela. Puede servirse caliente o frío, y se le podría agregar almendras, jugo de limón, chocolate o cacao, crema batida, o se podría consumir sólo, sin ningún acompañante.
En México, se prepara con leche, leche condensada, canela, yema de huevo, vainilla, mantequilla, azúcar, ralladura de naranja y pasas, y le puede agregar chocolate, nuez molida y jugo de limón.
En Guatemala, se prepara con leche, canela, azúcar y vainilla, y se le puede agregar pasas.
En Colombia, se prepara con leche, crema batida, azúcar, granos de café, pasas, mantequilla, vainilla, canela y clavo de olor.
En el Perú, se prepara con leche, leche condensada, azúcar, ralladura de naranja, pasas, clavo de olor, canela y vainilla, y se le puede agregar coco rallado.
En Ecuador, se le conoce como morocho.
En Italia y en  España se aromatiza con cáscara de naranja. Se le agrega manteca en Islandia, manzanas en Alemania, caramelo en Francia, dulce de leche en Argentina, almendras y cerezas en Noruega.
En los países anglosajones y nórdicos se suele aromatizar con vainilla, en los mediterráneos con canela, en los caribeños e isleños con coco o leche condensada, con azafrán en Irán y con cardamomo en el norte de la India.[cita requerida]
En Turquía es un postre tradicional y se llama sütlaç.

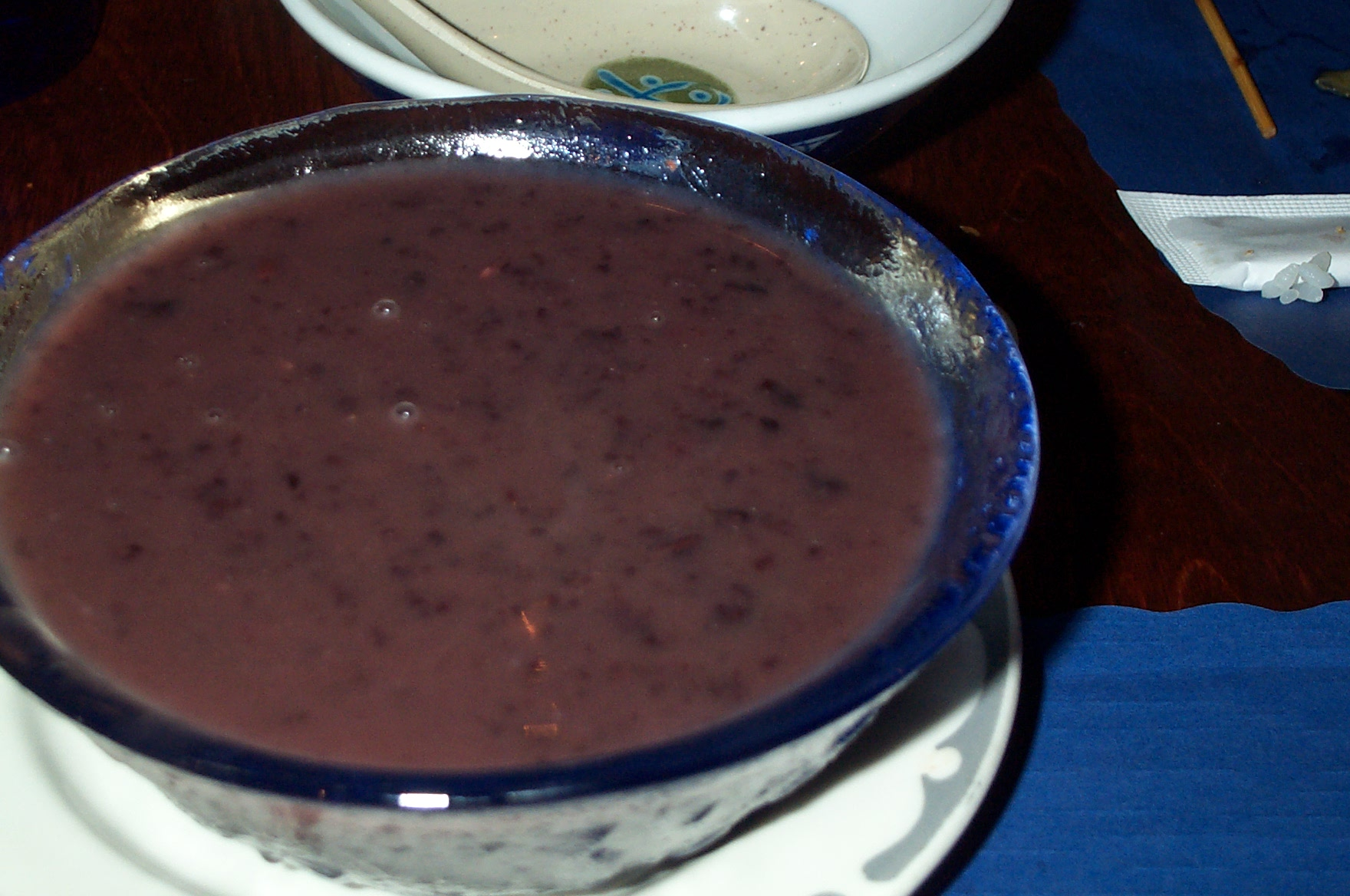
Pulut Hitam, variedad malaya.
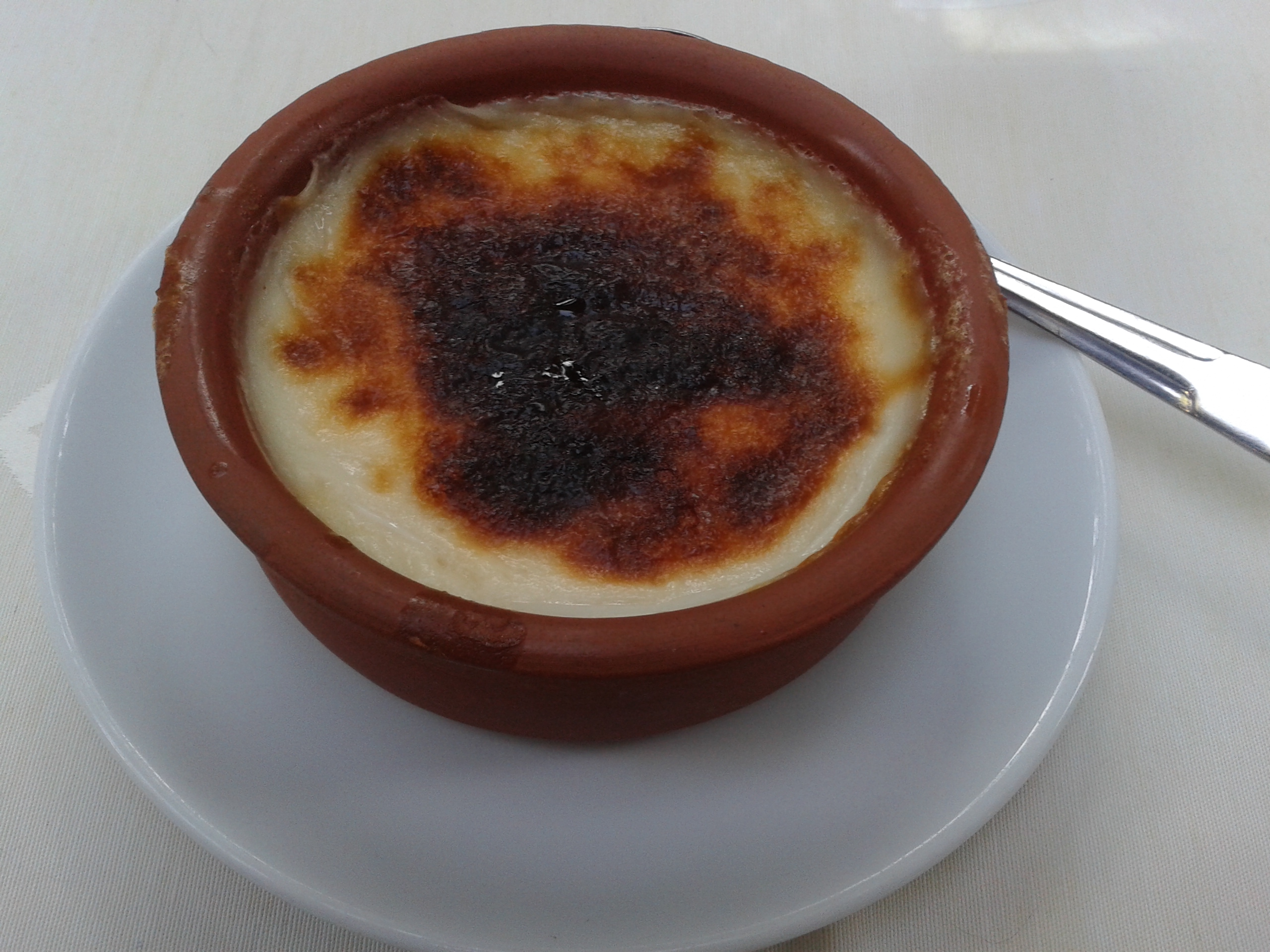
Sütlaç turco
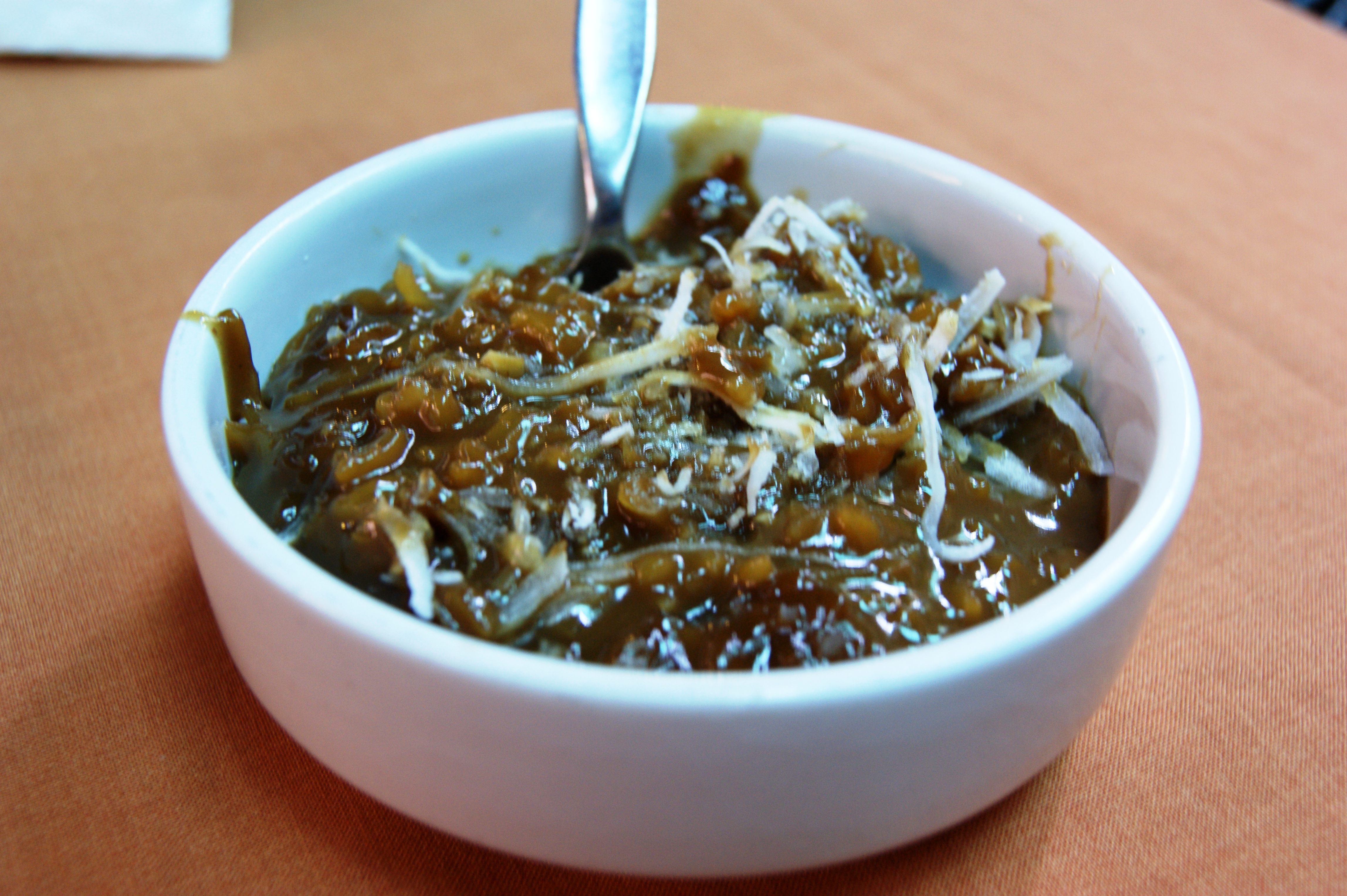
Arroz zambito, variedad peruana

El "Arroz de Príncipe" es un plato típico y emblemático de la región de Cerro Largo, Uruguay, especialmente en el pueblo de Las Cañas. Se trata de un postre tradicional que ha sido transmitido a lo largo de generaciones y preservado por el Grupo de Mujeres Rurales de Las Cañas y sus familias.
La preparación es un proceso artesanal que comienza cocinando el arroz, al que luego se le agregan yemas de huevo y una selección de frutas secas. La mezcla se trabaja hasta obtener una consistencia similar a la de una torta. Después, se corona el plato con una capa generosa de merengue, que se dora cuidadosamente en el horno para aportar una textura crujiente.

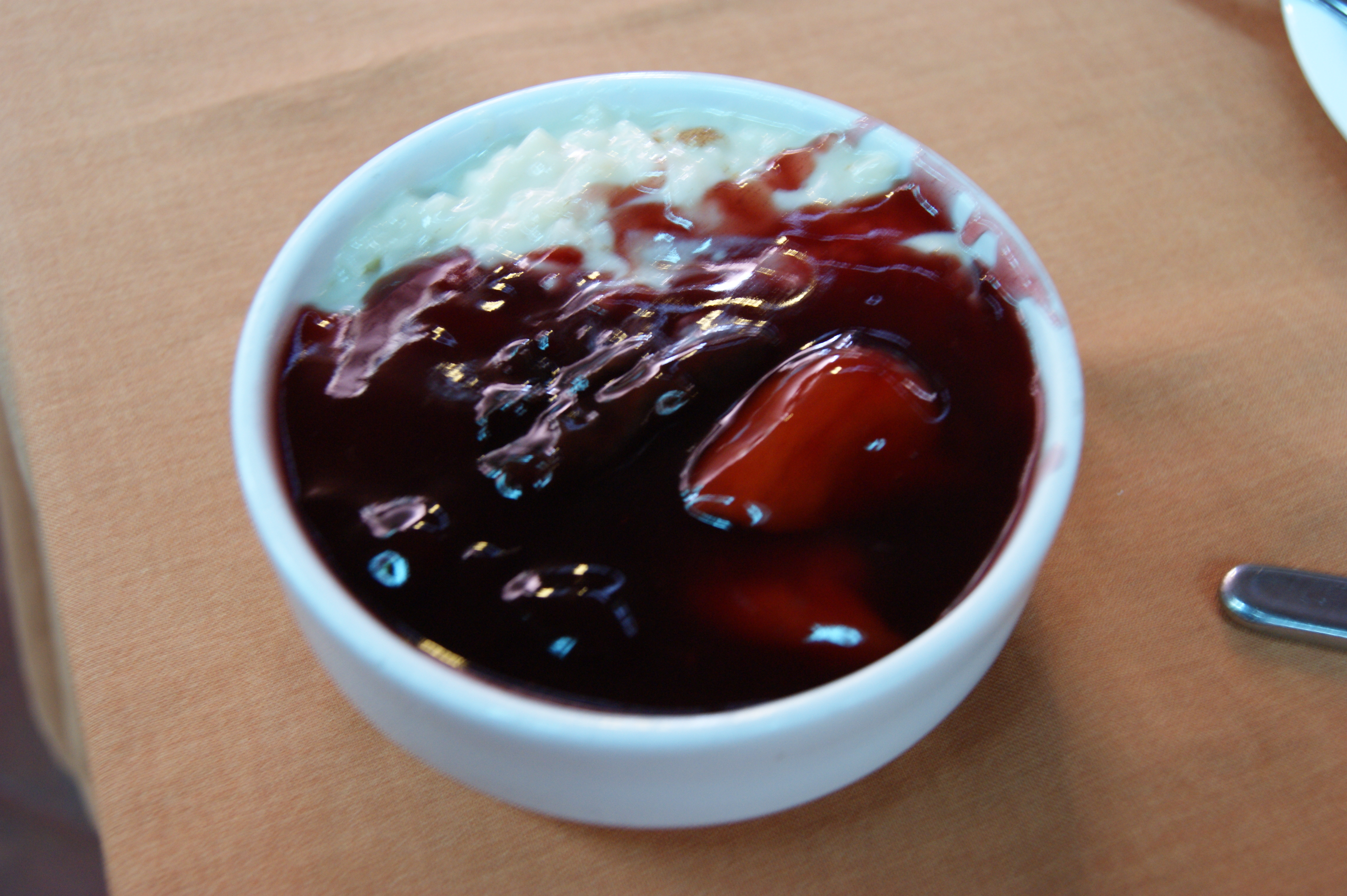
Un clásico o combinado peruano: arroz con leche y mazamorra morada